# João Clapp

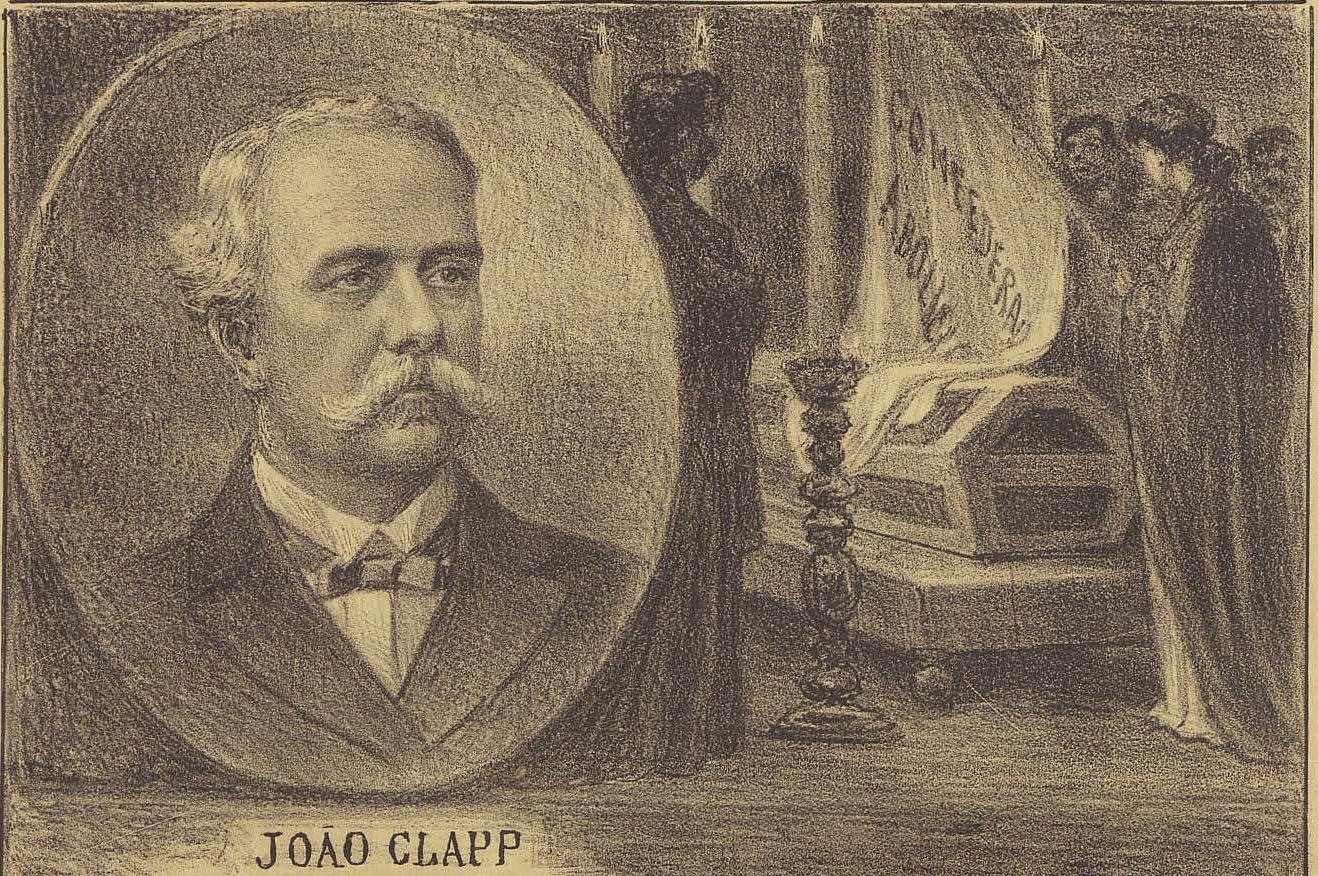
Homenagem póstuma de Angelo Agostini a João Clapp, publicada no semanário Don Quixote de 20/12/1902.

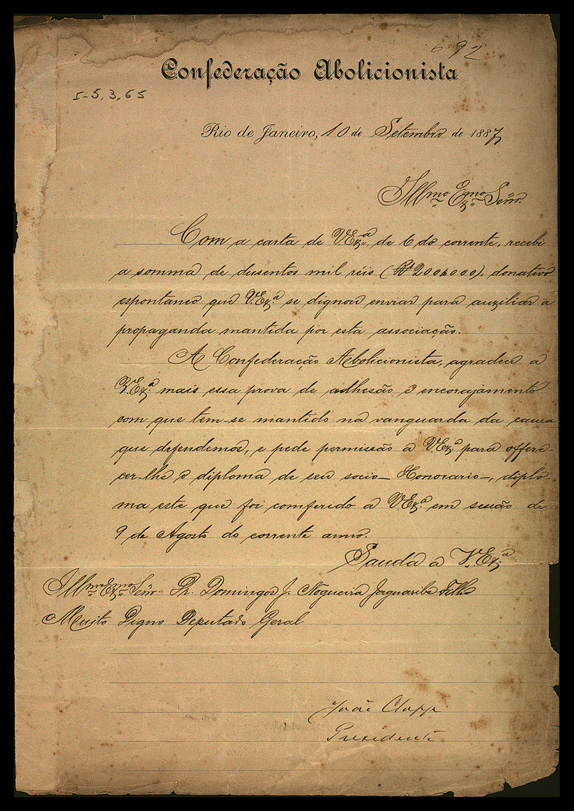
Carta manuscrita por João Clapp

João Fernandes Clapp (Rio Grande do Sul, 1 de março de 1840 – Petrópolis,  11 de dezembro de 1902) foi um comerciante e abolicionista brasileiro. Foi presidente da Confederação Abolicionista e pioneiro em promover a educação gratuita para ex-escravizados.
Filho do norte-americano Agostinho Clapp e de Anna de Jesus Clapp. Aos onze anos transferiu-se junto de sua família para o Rio de Janeiro onde se tornou comerciante, dono de uma loja de porcelana e diretor geral da "Caixa Econômica Auxiliar da Associação Perseverança Brazileira".
Foi presidente da Confederação Abolicionista, que fundou em 10 de maio de 1883, junto a José do Patrocínio, Aristides Lobo e André Rebouças. A Confederação tinha o objetivo de unir os clubes e as sociedades abolicionistas de todo o país. Clapp continuou exercendo a função de presidente da confederação durante mais de dez anos.  A junção de vários centros políticos em favor da abolição, colocava em risco a manutenção do status quo  e mostrava que o movimento abolicionista ganhava mais força. Os jornais, meetings e conferenciais foram de fundamental importância na composição da propaganda abolicionista. A Confederação promovia a fuga de escravos de uma província para outra; libertava ou escondia escravos fugidos representando, portanto, um incômodo incessante para os escravocratas..
No final da década de 1880, João Clapp foi considerado um dos maiores representantes da causa abolicionista. Junto a Joaquim Nabuco, Sousa Dantas e José do Patrocínio formou o chamado “quarteto abolicionista”.
No início da década de 1880, ele foi um dos que buscou integrar as mulheres, os operários e a classe média na luta contra a escravidão. A Sociedade Brasileira Conta a Escravidão (da qual foi sócio fundador e secretário) e a Confederação Abolicionista realizavam periodicamente encontros, festivais, conferências e reuniões, nesses eventos eram comuns os leilões que arrecadavam dinheiro para a compra de alforrias. A Confederação Abolicionista, usava o dinheiro das ajudas filantrópicas, para financiar os escravos na briga judicial pela sua liberdade, além de patrocinar tanto as fugas de escravos quanto os quilombos, sendo o mais conhecido deles o quilombo do leblon.
Em 1880 João Clapp criou o Clube dos Libertos de Niterói, uma iniciativa pioneira que promovia a educação gratuita de ex-escravos, três anos após a fundação contava com cerca de 97 estudantes. Seu projeto serviu de modelo para ações similares, como a Escola Noturna Gratuita, do Clube Abolicionista Gutenberg e da Escola Noturna da Cancella, também destinada a formação intelectual de negros recém-libertos.
Em 13 de Maio de 1888 durante a assinatura da lei Áurea, Clapp como presidente da Confederação Abolicionista aproximou-se da princesa Isabel, e lhe entregou solenemente um “mimoso bouquet de camélias artificiais” que eram o símbolo da luta pela abolição.
Republicano exaltado, foi ao lado de José Maria do Amaral, fundador do primeiro clube de propaganda republicana na então Província do Rio de Janeiro, fez parte do diretório geral do partido. Foi um dos signatários do auto de compromisso do Governo Provisório, firmado em 16 de Novembro de 1889 perante a Câmara Municipal, reunida para sancionar o ato político da véspera. Ocupou por pouco tempo o cargo de presidente da Intendência Municipal de Niterói.
Em 9 de Agosto de 1862 casou-se com Joana Jardim Clapp, com quem teve sete filhos: João Clapp Filho, Ataliba Clapp, Telasco Clapp, América Clapp, Maria Clapp, Juliana Clapp e Alice Clapp.
Afastou-se da vida pública, dedicou seus últimos anos ao comércio, sem esquecer, contudo a luta para incorporar o negro na sociedade, morreu em Petrópolis no ano de 1902, aos 62 anos.